# Chappelle’s Show
Chappelle’s Show ist eine US-amerikanische Comedy-Show, die von 2003 bis 2006 produziert wurde.
Die Sendung wurde von dem US-amerikanischen Comedian und Schauspieler Dave Chappelle moderiert. Die wöchentlich auf Comedy Central (in Deutschland auf Comedy Central Deutschland) ausgestrahlte Sendung macht sich hauptsächlich über die Beziehung zwischen weißen US-Amerikanern und Afroamerikanern lustig. 2005 stieg Chappelle während der Aufnahmen zur 3. Staffel aus dem Vertrag mit Comedy Central aus, so dass die Sendung nicht weiter produziert wurde. Die bereits fertigen Folgen wurden später unter dem Titel „The Lost Episodes“ publiziert, die Moderation übernahmen Charlie Murphy und Donnell Rawlings.
Dave Chappelle moderiert nicht nur, sondern spielt auch in allen Sketchen der Sendung selbst mit. So nimmt er u. a. die Musiker Rick James, Prince, Lil Jon, Kollegen wie Wayne Brady und den ehemaligen Präsidenten George W. Bush auf die Schippe.
Zusätzlich gibt es Auftritte US-amerikanischer Hip-Hop-Musikgrößen wie Snoop Dogg, Ludacris, Erykah Badu, DMX, Mos Def, The Roots, Common, Kanye West, OutKast oder beispielsweise Wyclef Jean, die auch in dem einen oder anderen Sketch selbst mitwirken. So spielt Snoop Dogg in einer Folge der zweiten Staffel mit, indem er eine Figur der Knee High Street (Sesamstraße) synchronisiert. Questlove von The Roots taucht ebenso in einigen Folgen auf, wie auch Mos Def.
Zeitweise strahlte Comedy Central die Serie in deutscher Synchronisation aus, die allerdings aufgrund der schlechten Portierbarkeit der Witze und dem dadurch resultierenden Humorverlust von den meisten Fans kritisiert wird und als wesentlich schlechter als die untertitelte Version gilt.
Seit dem 31. August 2009 läuft die Show erneut auf MTV. Die Sendungen laufen auf Englisch mit deutschem Untertitel.